# エアラインズPNG 1600便不時着事故
エアラインズPNG 1600便不時着事故（エアラインズPNG 1600びんふじちゃくじこ）は、2011年10月13日にパプアニューギニアのマダン州で発生した航空事故である。ラエ・ナブザブ空港からマダン空港へ向かっていたエアラインズPNG 1600便（デ・ハビランド・カナダ DHC-8-103）が飛行中に両エンジンの故障に見舞われ、ゴーゴリ川付近の森林地帯に不時着し、乗員乗客32人中28人が死亡した。この事故はパプアニューギニアで発生した航空事故としては2番目に死者数が多い事故となった。

## 飛行の詳細

### 事故機

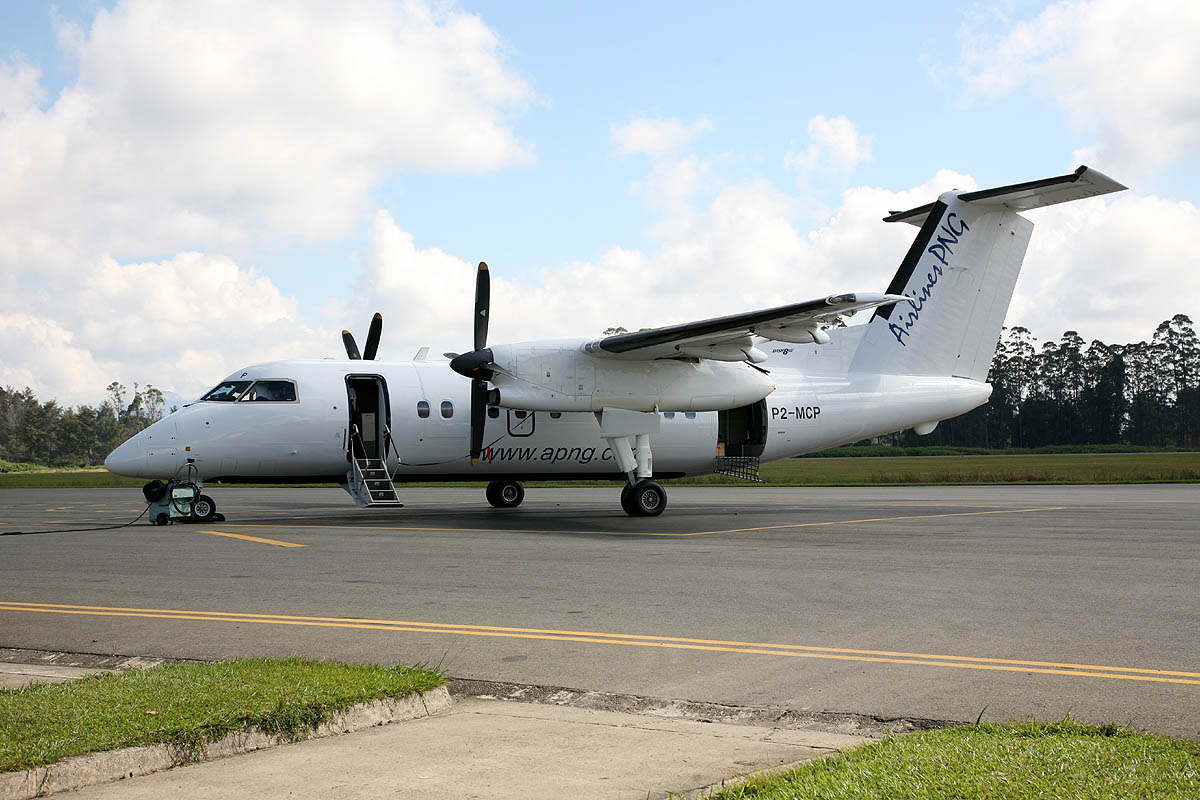
同型機のDHC-8

事故機のデ・ハビランド・カナダ DHC-8-103（P2-MCJ）は1988年に製造された。2003年10月2日にエアラインズPNGに納入されており総飛行時間は38,421時間で、48,093回の離着陸を経験していた。2基のプラット・アンド・ホイットニー・カナダ PW121ターボプロップエンジンを搭載しており、右エンジンは2010年9月に、左エンジンは2010年8月にそれぞれ交換されていた。事故当時、ヨー・ダンパーが故障していたため自動操縦が使用できない状態だった。

### 乗員乗客
機長は64歳のオーストラリア人男性であった。総飛行時間は18,200時間で、そのうち500時間がDHC-8での飛行経験だった。機長のライン・チェックを担当したパイロットは機長の技能について「平均」または「良い」と評価していた。一方で、機長が降下中にパワーレバーを通常よりも早く引き戻す事があったという証言もあった。機長の訓練記録にはプロペラのオーバースピード訓練を行った記録はなかった。
副操縦士は40歳のニュージーランド人だった。総飛行時間は2,725時間で、そのうち391時間がDHC-8での飛行経験だった。副操縦士のライン・チェックを担当したパイロットは副操縦士の技能について「平均以上」と評価していた。副操縦士の訓練記録にはプロペラのオーバースピード訓練を行ったという記録はなかった。
乗客は1人がマレーシア国籍を持つ中国人で、それ以外はパプアニューギニア人だった。乗客の多くはディバイン・ワード大学で卒業前に行われる式典に参加する予定の親だった。

## 事故の経緯
1600便はラエ・ナブザブ空港からマダン空港へ向かう国内定期旅客便だった。現地時間16時47分に1600便はラエ・ナブザブ空港を離陸し、16,000フィート (4,900 m)まで上昇した。マダン空港付近の天候は悪く、雷雲を避けるため機長は機外の様子に注視していた。フライトプランではマダン空港の滑走路07へ進入することとなっていたが、この進入ではフィニステール山脈を避けるために急角度での降下が必要だった。
10,500フィート (3,200 m)付近を毎分3,500フィート (1,100 m)から4,200フィート (1,300 m)の降下率で降下している最中にVMOを超過し、警報が作動した。機長は副操縦士にプロペラの回転数を1,050rpmに上げるよう指示し、機首を上げることで降下率を緩めた。この時、副操縦士は機長がかなり早くパワーレバーを引き戻しているのを目撃した。その直後、両方のプロペラの回転数がオーバースピードになった。これによって機内に煙が流れ込んだほか、パイロット達が話し合えないほどの大きな騒音がし始めた。オーバースピードによって左エンジンが損傷を受け、右エンジンはフェザリング状態となった。副操縦士はメーデーを宣言し、機長は不時着を行える場所を探した。
フェザリング状態の右エンジンと比べて、故障した左エンジンがより多くの抗力を発生させていたため操縦に支障が発生した。降下率は一時的に6,000フィート (1,800 m)を超え、再びVMOの警報が作動した。副操縦士は管制官に不時着水すると伝えたが、最終的にグアブ川の河口に不時着することとなった。機長は両エンジンを停止するように指示し、不時着の72秒前に左エンジンもフェザリング状態となった。不時着の直前、川底に岩があることに気付き、右側の陸地に不時着することにした。1600便は114ノット (211 km/h)で地表に接触し、コックピットと左主翼と尾部が脱落した。機体は300mほど滑り停止したが、衝撃によって火災が発生した。

### 救助活動
事故によって乗客29人中28人が死亡し、機長と副操縦士、客室乗務員と乗客1人が事故を生き延びた。事故によって機長は右足を負傷した他、副操縦士と客室乗務員が軽傷、乗客が重度のやけどを負った。

## 事故調査

### エンジンのオーバースピード

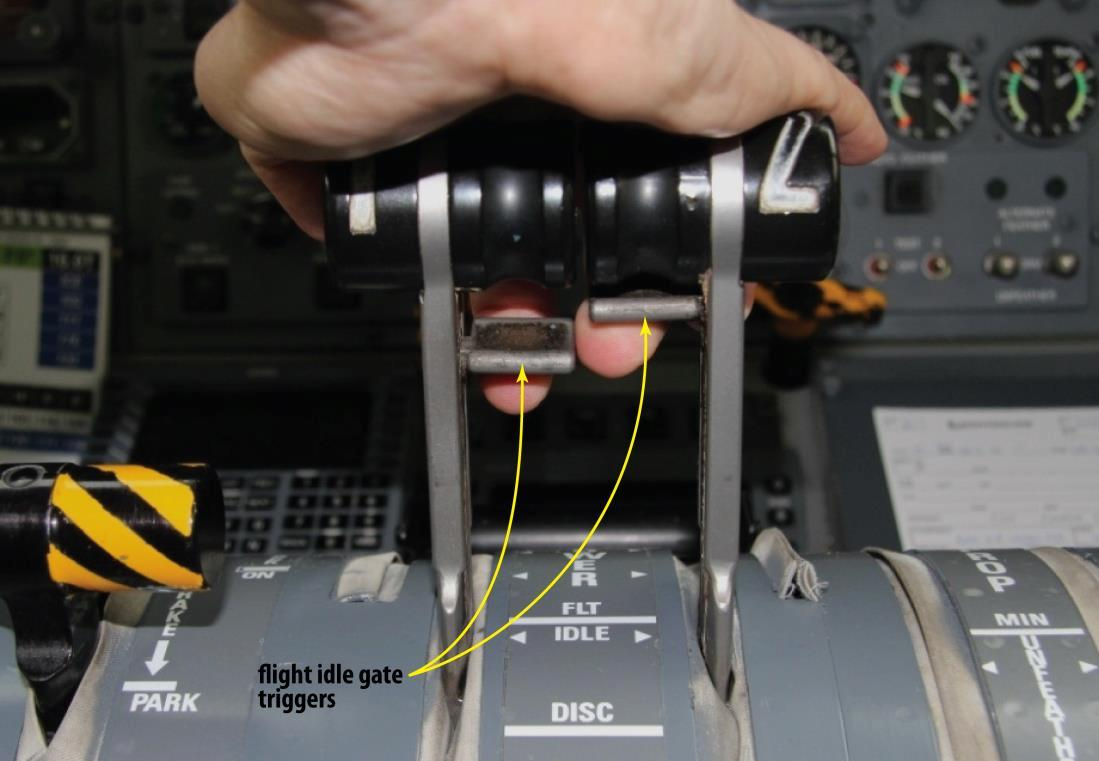
DHC-8のパワーレバー、右側が解除トリガーを引いている様子

DHC-8では飛行中にエンジンの回転数をフライト・アイドルから離陸出力の間で調整する仕組みだった。フライト・アイドル以下は地上で使用するベータ・モードとなっており、飛行中にこの位置までパワーレバーを下げることは禁じられていた。パワーレバーにはフライト・アイドル・ゲートと呼ばれる機構が組み込まれており、ベータ・モードまで動かすには解除トリガーを引きながら動かす必要があった。コックピットボイスレコーダー（CVR）に残された音声から、機長が解除トリガーを引きながらパワーレバーを引いたと推測されている。調査委員会はこの行動について、VMOの警報に驚いた機長が、地上走行時に行う操作と飛行中に減速させる操作が類似していたため混同してしまったと述べている。
事故機には3種類のオーバースピード防止装置が搭載されていたが、いずれもパワーレバーがフライト・アイドル以下では作動しなかった。ベータ・モードではプロペラの回転数を自動で調整出来ないため、オーバースピードになる危険性が高かった。事故当時、パワーレバーがフライト・アイドル以下まで動かされてもプロペラがオーバースピード状態になることを防ぐ「ベータ・ロックアウト機構」がすでに開発されていたが、搭載義務があったのはアメリカ合衆国のみだった。そのため事故機には搭載されていなかった。ベータ・モードになったことで、プロペラの調整機能が失われ、気流によってプロペラの回転数が増加し始めた。これによって左エンジンは損傷を受け、電力を各システムに供給しているが、推力を発生していない状態となった。一方、右エンジンはPCUベータスイッチの不具合によってフェザリング状態となっていた。

### パイロットの行動
降下中、パイロットはプロペラの回転数を巡航設定の900rpmのままにしていた。また、パイロット達は天候に気を取られて警報が作動するまで速度が増加し続けていることに気づかなかったと証言している。
両エンジン喪失後、パイロット達は不時着時のチェックリストを行わなかった。機長は両エンジンがオーバースピード状態になった際のチェックリストがなかったため手順を踏まなかったと証言し、副操縦士は片側のエンジンがオーバースピードになった際のチェックリストを途中まで行ったが、その後機内の煙に対するチェックリストに移行した。また、副操縦士は60秒以上の間、管制官との交信に時間を取られ、機長と話し合うことが充分に行えなかった。不時着の72秒前に機長は両エンジンを停止するよう副操縦士に命じた。これによって着陸装置とフラップを展開することが出来なくなった。また、電力供給が途絶えたため、GPSが使用不能となり、管制官に位置を報告することが出来なくなった。
聞き取り調査で機長は操縦に問題があったと話したが、これは左エンジンがウインドミル状態になったこととヨー・ダンパーが使用できなかったことが原因とみられている。
報告書ではプロペラがフェザリング状態になっていなかったことと必要以上に高速で飛行し続けたことによって、不時着までの時間が短くなってしまったと述べられている。もし、より遅い速度で飛んでいれば、最大6分程度の猶予が生まれたと推測されている。また、報告書では着陸装置やフラップを展開していなかったことについても指摘しており、フラップを35度まで展開していれば25ノット (46 km/h)遅い速度で飛ぶことが出来、衝撃を緩和することが出来ただろうと述べている。

### 事故原因
調査委員会は報告書で機長がフライト・アイドル以下までパワーレバーを動かし、プロペラの回転数が制御不能になったため両エンジンが故障したことであると結論づけた。また、ほとんどの同型機でこのような現象を防ぐ仕組みが無いことについても指摘した。

## 事故後
エアラインズPNGは保有する同型機を運航停止とした。事故機に給油を行ったラエ・ナブザブ空港では燃料の給油を一時的に取りやめた
この事故を受けてカナダ運輸省は同型機にベータ・ロックアウト機構を搭載するよう義務付けた。

## 映像化
- メーデー!:航空機事故の真実と真相 第21シーズン第4話「Power Play」